# Taxe sur les robots
La taxe sur les robots est un sujet controversé au sein du monde du droit et de la robotique. Selon ses partisans, elle permettrait de compenser la perte d'effectif humain par la taxation de l'utilisation de robots.

## Contexte
L'utilisation croissante de machines lors de la révolution industrielle a permis de remplacer l'homme dans la réalisation de tâches pouvant être dangereuses, dures, longues ou répétitives. Au début, ce ne sont que de simples appareils permettant un rendu plus efficace lors de l'exécution des tâches simples. Le premier robot à proprement parler est Unimate, robot industriel et installé dans l'usine General Motors en 1961.
De nos jours, les robots sont omniprésents et leur utilisation est courante. Que ce soit dans un cadre industriel ou personnel, il est possible de posséder un robot sachant réaliser un nombre limité de tâches. Pour donner quelques exemples, il existe des robots aspirateurs dans le domaine domestique qui sont totalement autonomes, ou même dans le domaine médical avec le robot Da Vinci. L'intelligence artificielle se démocratise par ailleurs (elle est par exemple présente dans les smartphones) et a atteint un niveau tel que le débat s'amorce sur le fait qu'elle puisse, à terme, présenter une conscience.
L'intelligence artificielle est en pleine expansion et est capable de remplacer de plus en plus les effectifs humains sur certaines tâches, le débat portant dès lors sur le fait que ce soit un progrès ou une régression à cause d'une perte éventuelle d'emploi dans le secteur bancaire, d'assurance,de comptabilité ou bien même dans le secrétariat.

## Tentatives de proposition
En France, la taxation sur les robots est une idée qui a déjà été émise par Benoît Hamon, ancien ministre de l'Éducation, ancien candidat du Parti socialiste à l'élection présidentielle de 2017 et actuel président de son parti Génération.s. Cette taxation lui aurait permis de financer son principal projet, le revenu universel,.
Une proposition de la taxation sur les robots est faite par la députée européenne luxembourgeoise Mady Delvaux dans son projet. Ce projet a été accepté par la Commission des affaires juridiques du Parlement européen le 27 janvier 2017, mais a finalement été refusé par le Parlement européen lors d’un vote en séance plénière le 16 février 2017.
https://www.liberation.fr/ecrans/1998/05/22/l-homme-qui-voulait-taxer-les-robots_236981/

## Critique

### Défenseurs de la taxe
- Bill Gates[9]
- Elon Musk[10]
- Stephen Hawking[11]
- Xavier Oberson[12]
- Robert Shiller[13]
- Benoît Hamon14
- John Mitchell (mouvement 4x8)15
- Dario Amodei
- [14]

### Opposants à la taxe
- Andrus Ansip[15]
- Robin Rivaton[16]
- Corentin de Salle[17]
- Ueli Maurer[18]